# Cosimo Sarli
Cosimo Sarli (Corigliano Calabro, 13 marzo 1979) è un ex calciatore italiano, di ruolo attaccante.
È soprannominato Cobra.

## Carriera
Ha iniziato la sua carriera al Torino con cui non riesce a scendere in campo. Gioca poi alcuni anni fuori dall'Italia, militando nel Southampton in Inghilterra, nel Eendracht Aalst in Belgio e nel Nizza in Francia, trovando poco spazio.
Nel 2000 torna in patria e gioca per alcuni campionati in Serie B con il Crotone con cui mette a segno 3 reti in 23 presenze. La sua carriera prosegue nelle serie minori (Serie C2 e Serie D) con il Cosenza, la Scafatese, l'Aversa Normanna, il Siracusa e la Casertana.
Il 20 luglio 2011 si trasferisce all'Ischia, in Serie D.
Il 14 agosto 2012 si trasferisce al Taranto, in Serie D. A dicembre approda al Palazzolo Acreide, sempre in Serie D.
Il 7 agosto 2013 si trasferisce alla Rossanese, in Eccellenza.
Il 30 luglio 2014 viene ingaggiato dal Comprensorio Montalto, militante nel girone I della serie D.
Il 3 agosto 2015 viene ingaggiato dall'ASD Corigliano, squadra della sua città natale, militante nel girone A del campionato di Promozione calabrese.
Nel 2016 viene ingaggiato dal Belvedere, militando il campionato di promozione calabrese.
Nel 2017 viene ingaggiato dalla Rossanese dove attualmente è un calciatore della Rossanese squadra di prima categoria girone A Calabrese. Il 16 luglio 2017 raggiunge l'accordo con il Roggiano, militante nel campionato di promozione.
Nel 2019 diventa l'allenatore del ASD Corigliano Calabro, con cui centra la vittoria del campionato di eccellenza e la conquista della Serie D dopo 19 anni. Successivamente la società fallisce e Sarli rimane svincolato.

## Palmarès

### Club

#### Competizioni nazionali
- Serie D: 3

Scafatese: 2006-2007
Aversa Normanna: 2007-2008
Siracusa: 2008-2009
- Scudetto Dilettanti: 1

Aversa Normanna: 2007-2008

Allenatore
Campionato eccellenza Calabrese